# Стелленбос (культура)
Культура Стелленбос (Стелленбош) — археологічна культура давнього палеоліту в Південній Африці.
Названа по місту Стелленбос (Stellenbosch, ПАР), поблизу якого були знайдені кам'яні знаряддя цієї культури. Культура Стелленбос — різновид Шельської і Ашельської культур. Термін «культура Стелленбос» часто замінюється терміном «Шелль — Ашель Південної Африки».
Стелленбос змінює Олдовайську культуру і, у свою чергу, змінюється культурою Фаурсміт. Характеризується Стелленбос виробами з твердих гірських порід — діабазу, кварциту та інших — двосторонньо-обробленими ручними рубилами, сокироподібними знаряддями («клівер»и), великими ядрищами, грубими, масивними, т. зв. клектонськими відщепами.
У розвитку культури Стелленбос виділяють 5 етапів, протягом яких техніка обробки каменю поступово вдосконалювалася.